# EBU Circuit 1990/91
Der EBU Circuit 1990/1991 war die vierte Auflage dieser europäischen Turnierserie im Badminton. Die Malta International wurden wegen des Golf-Krieges abgesagt.

## Die Wertungsturniere
| Nr. | Turnier                              | Austragungsort    |
| --- | ------------------------------------ | ----------------- |
| 1   | Czechoslovakian International 1990   | Prag              |
| 2   | USSR International 1990              |                   |
| 3   | Hungarian International 1990         | Budapest          |
| 4   | Bulgarian International 1990         | Sofia             |
| 5   | Norwegian International 1990         |                   |
| 6   | Irish Open 1990                      |                   |
| 7   | La Chaux-de-Fonds International 1991 | La Chaux-de-Fonds |
| 8   | French Open 1991                     | Paris             |
| 9   | Malta International 1991             | 23./24.2.91       |
| 9   | Polish International 1991            | Olsztyn           |
| 10  | Amor International 1991              | Groningen         |
| 11  | Austrian International 1991          | Pressbaum         |
| 12  | EBU Circuit 1990/91 (Finale)         | Cottbus           |